# Cudal
Cudal är en ort i Australien. Den ligger i kommunen Cabonne och delstaten New South Wales, i den sydöstra delen av landet, omkring 240 kilometer väster om delstatshuvudstaden Sydney.
Runt Cudal är det mycket glesbefolkat, med 2 invånare per kvadratkilometer.. Närmaste större samhälle är Cargo, omkring 17 kilometer söder om Cudal.
Trakten runt Cudal består till största delen av jordbruksmark. Genomsnittlig årsnederbörd är 773 millimeter. Den regnigaste månaden är februari, med i genomsnitt 149 mm nederbörd, och den torraste är november, med 27 mm nederbörd.